# Егоров, Иван Владимирович
Иван Владимирович Егоров (род. 9 декабря 1960, Губкин, Белгородская область) — учёный в области аэрогидродинамики, численного моделирования, неравновесных физико-химических процессов, член-корреспондент РАН (2006).

## Биография
Родился 9 декабря 1960 года в городе Губкине Белгородской области.
В 1984 году окончил факультет аэромеханики и летательной техники МФТИ, руководитель дипломной работы В. Я. Нейланд. Поступил на работу в Центральный аэрогидродинамический институт имени профессора Н. Е. Жуковского. Прошёл путь до начальника научно-исследовательского отделения аэротермодинамики гиперзвуковых летательных аппаратов и объектов ракетно-космической техники.
В 2002 году защитил докторскую диссертацию, в 2005 году ему присвоено учёное звание профессора. В 2006 году избран членом-корреспондентом РАН.

## Научная деятельность
Специалист в области аэрогидродинамики, численного моделирования, неравновесных физико-химических процессов.
Ведёт преподавательскую деятельность в должности профессора кафедры компьютерного моделирования факультета аэродинамики и летательной техники МФТИ.
Под его руководством защищены 2 докторские и 5 кандидатских диссертаций, также руководил аспирантурой ЦАГИ.
- член Учёного Совета ЦАГИ;
- член диссертационных советов в ЦАГИ, МФТИ, при ГНЦ ФГУП «Центр Келдыша»;
- член специализированного экспертного совета ВАК Минобрнауки России по авиационной и космической технике по специальности 05.07.01 «Аэродинамика и процессы теплообмена летательных аппаратов»;
- член национального комитета по теоретической и прикладной механике;
- член Национального комитета по тепло- и массообмену;
- член Международного Центра по тепло- и массопереносу (International Centre for Heat and Mass Transfer)
- заместитель главного редактора журнала «Учёные записки ЦАГИ»;
- главный редактор международного журнала «Computational Thermal Sciences»;
- заместитель главного редактора международного журнала «Visualization of Mechanical Processes».

## Из библиографии
- Семинары по теоретической гидродинамике: учеб. пос. … по направл. «Прикладные математика и физика» : [в 2 ч.] / В. А. Башкин, И. В. Егоров ; Москва : МФТИ, 2003. — 20 см.
- Численное моделирование динамики вязкого совершенного газа / В. А. Башкин, И. В. Егоров. — Москва : Физматлит, 2012. — 371 с. : ил., табл., цв. ил.; 25 см; ISBN 978-5-9221-1265-9 (в пер.)
- Численное исследование задач внешней и внутренней аэродинамики / В. А. Башкин, И. В. Егоров. — Москва : Физматлит, 2013. — 331 с. : ил., табл.; 22 см; ISBN 978-5-9221-1524-7.
- Тирский Г. А., Сахаров В. И., Ковалёв В. Л., Егоров И.В. и др . Гиперзвуковая аэродинамика и тепломассообмен спускаемых космических аппаратов и планетных зондов / Под ред. Г. А. Тирского. — М.: Физматлит, 2011. — 548 с. — ISBN 978-5-9221-1322-9.
- Экстремальный нагрев тел в гиперзвуковом потоке : газодинамические явления и их характеристики / В. Я. Боровой, И. В. Егоров, В. Е. Мошаров [и др.] ; [редактор В. Я. Боровой] ; Центральный аэрогидродинамический институт имени профессора Н. Е. Жуковского. - Москва : Наука, 2018. - 387, [1] с., [8] л. цв. ил. : ил., табл.; 25 см.; ISBN 978-5-02-040074-0 : 500 экз.

## Награды
- Премия Правительства Российской Федерации в области науки и техники за создание теоретических основ и программных комплексов для моделирования высокотемпературных течений многокомпонентного газа и плазмы и процессов теплообмена в целях обеспечения разработки современных выводимых и спускаемых космических аппаратов (2007)[2]
- Премия имени Н. Е. Жуковского первой степени за исследования в области гиперзвуковой физической аэродинамики (1997)[1]